# Sete Cachoeiras
Sete Cachoeiras é um distrito do município brasileiro de Ferros, no interior do estado de Minas Gerais. Segundo o censo demográfico de 2022, realizado pelo Instituto Brasileiro de Geografia e Estatística (IBGE), sua população era de 524 habitantes e havia 194 domicílios particulares permanentes ocupados. Possui área de 149,91 km² conforme a Fundação João Pinheiro (FJP).
De acordo com o IBGE, em 2010 a população era de 709 habitantes e havia 306 domicílios particulares.
Foi criado pela lei provincial nº 3.195, de 23 de setembro de 1884, juntamente à emancipação de Ferros. Está situado a 35 quilômetros do distrito-sede e suas principais atividades econômicas são o comércio, pecuária, agricultura de subsistência e mineração.